# Filttaggsvamp
Filttaggsvamp (Hydnellum cumulatum) är en svampart som beskrevs av K.A. Harrison 1964. Hydnellum cumulatum ingår i släktet korktaggsvampar och familjen Bankeraceae.  Arten är reproducerande i Sverige. Inga underarter finns listade i Catalogue of Life.